# Peter Wyden
Peter H. Wyden (geboren als Peter H. Weidenreich am 2. Oktober 1923 in Berlin; gestorben am 15. Juni 1998 in Ridgefield, Connecticut) war ein deutsch-US-amerikanischer Journalist und Autor.

## Leben
Peter Weidenreich wurde als Kind einer jüdischen Familie geboren: Seine Mutter Helen Silberstein war Sängerin, der Vater Erich ein Geschäftsmann. Ab 1935 besuchte er die jüdische Privatschule Dr. Goldschmidt in Berlin. Eine seiner Mitschülerinnen war Stella Goldschlag, über die Wyden 1993 ein Buch veröffentlichte. Die Familie floh 1937 in die USA. Peter Weidenreich studierte an der City University of New York und diente anschließend zum Ende des Zweiten Weltkriegs in Europa in der Psychological Warfare Division der United States Army. Im August 1945 leitete er in Berlin im Range eines Sergeant die Lokalredaktion der Allgemeinen Zeitung, seine beiden Reporter waren Egon Bahr und Peter Bönisch.
Nach dem Krieg arbeitete Peter Wyden als Reporter bei der Tageszeitung The Wichita Eagle und als Journalist bei der Tageszeitung The St. Louis Post-Dispatch. Danach war er Korrespondent der Wochenzeitschrift Newsweek in Washington, D.C. und schrieb Beiträge für die Saturday Evening Post aus den Städten Chicago und San Francisco. Ferner war er in der Folgezeit Redakteur bei der Frauenzeitschrift McCall’s und Chefredakteur des Ladies’ Home Journal.
Nach 1970 schrieb er einige Bücher in New York City und zog später nach Ridgefield (Connecticut), wo er 1998 starb.

## Familie
Wyden war dreimal verheiratet. Aus erster Ehe mit seiner Frau Edith entstammt sein Sohn Ron Wyden, der seit 1996 Vertreter des US-Bundesstaats Oregon im Senat der Vereinigten Staaten ist. Mit Barbara, seiner zweiten Frau, veröffentlichte Wyden mehrere Bücher.
Wydens Onkel war der deutsche Anatom und Anthropologe Franz Weidenreich.

## Schriften (Auswahl)
- Suburbia's Coddled Kids. Doubleday, Garden City, NY 1962.
- The Hired Killers, mit Einführungen von Karl Menninger und Estes Kefauver. Morrow, New York City, 1963.
- The Bay of Pigs – The Untold Story. Simon and Schuster, New York City 1979, ISBN 0-671-24006-4.
- The Passionate War: The Narrative History of the Spanish Civil War. Simon and Schuster, New York City, 1983, ISBN 0-671-25330-1.
- mit George Robert Bach: The Intimate Enemy: How to Fight Fair in Love and Marriage. Avon Books, 1983, ISBN 0-380-00392-9.
  - deutsch von Jutta und Theodor Knust: Streiten verbindet: Spielregeln für Liebe und Ehe. Gütersloh : Mohn, 1970
- Day One: Before Hiroshima and After. Simon and Schuster, New York City, USA 1985, ISBN 0-671-46142-7.
- The Unknown Iacocca. Morrow, New York 1987, ISBN 0-688-06616-X.
  - deutsch von Uta McKechneay: Der wahre Iacocca: Die andere Seite einer amerikanischen Karriere. Heyne, München 1988, ISBN 3-453-02508-3.
- Stella: One Woman's True Tale of Evil, Betrayal, and Survival in Hitler's Germany. Biographie über Stella Goldschlag. Simon and Schuster, New York City 1992, ISBN 0-671-67361-0.
  - Stella. Übersetzt von Ilse Strasmann. 3. Auflage. Steidl, Göttingen 1999, ISBN 3-88243-680-8.
  - Stella Goldschlag – Eine wahre Geschichte. Neuauflage 2019, ISBN 978-3-95829-608-4.[3]
- The Wall: The Inside Story of Divided Berlin. Simon and Schuster, New York City 1989, ISBN 0-671-55510-3.
  - deutsch von Udo Rennert: Die Mauer war unser Schicksal. Rowohlt, Berlin 1995, ISBN 3-87134-215-7.
- The Hitler Virus: The Insidious Legacy of Adolf Hitler. Arcade Publishers, New York City 2001, ISBN 1-55970-532-9.